# Santuario de Nuestra Señora de la Altagracia (Santo Domingo)
El Santuario de Nuestra Señora de la Altagracia, oficialmente denominado Parroquia y Santuario Arquidiocesano de Nuestra Señora de la Altagracia, o simplemente Santuario de La Altagracia, antiguamente Capilla de Nuestra Señora de la Altagracia, es un templo católico de estilo bizantino, gótico isabelino y renacentista, ubicado en la Ciudad Colonial de Santo Domingo, República Dominicana, y forma parte de la arquidiócesis de Santo Domingo.
El templo tiene su origen en unas de las capillas del Hospital San Nicolás de Bari, el primer hospital de América, fundado en 1503 por Nicolás de Ovando, gobernador general de las Indias. Esta iniciativa fue impulsada por una Real orden de los Reyes Católicos para establecer hospitales en lugares necesitadas en la isla Española, con el objetivo de atender a colonos, soldados, indígenas y a los pobres, en un complejo que incluía una capilla donde se instaló la imagen de Nuestra Señora de la Altagracia, una advocación mariana con raíces en Extremadura.
Con el paso del siglo xix, el hospital decayó y fue finalmente demolido en 1911. En 1912, el arzobispo Adolfo Alejandro Nouel comenzó a construir un nuevo templo sobre los restos de la antigua capilla, culminando la obra en 1922. Ese mismo año se llevó a cabo la primera coronación canónica de la imagen sagrada, realizada en la Puerta del Conde, luego de ser trasladada desde el Santuario de San Dionisio (Higüey), con el visto bueno del papa Benedicto XV y su sucesor Pío XI. Es importante destacar que la capilla original se conserva en el interior del nuevo edificio, donde también descansa en sepultura el arzobispo Nouel.
En 1991, el cardenal Nicolás de Jesús López Rodríguez, arzobispo de Santo Domingo, elevó la iglesia a la categoría de santuario arquidiocesano. Hoy en día, en el templo se congregan el Camino Neocatecumenal y la tradicionalista Una Voce.

## Historia

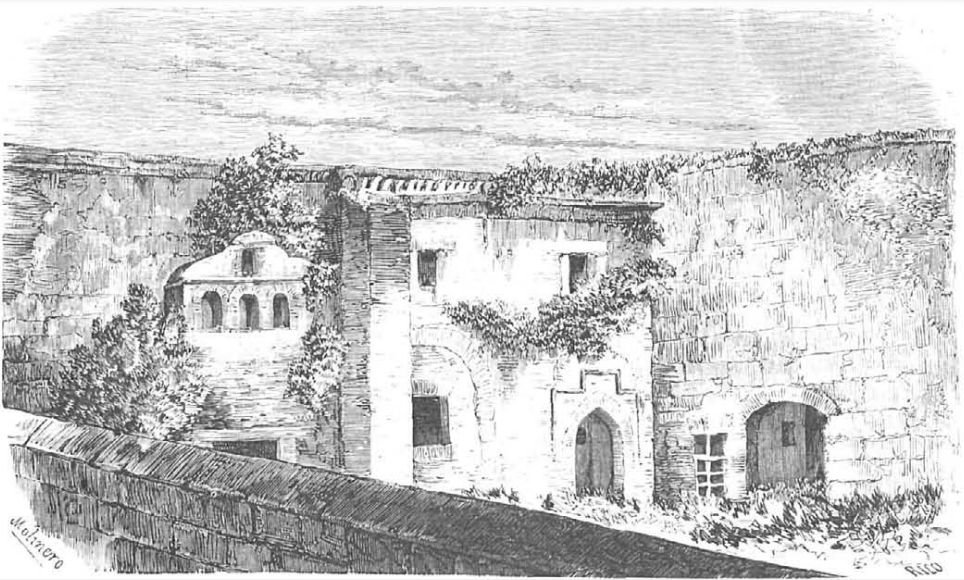
Ilustración de la revista española El Museo Universal (1861) que muestra las ruinas de la Iglesia y del Hospital San Nicolás.

El origen del Santuario de Nuestra Señora de la Altagracia en Santo Domingo está vinculado al primer hospital del Nuevo Mundo, el Hospital San Nicolás de Bari, establecido para atender las necesidades sanitarias de cristianos e indígenas en los años posteriores al descubrimiento de América, reflejando la preocupación de Isabel la Católica por el trato digno hacia los naturales de las Indias.
La tradición dice que, incluso antes de la existencia del hospital, en el pueblo vivía una mujer negra piadosa que, a pesar de ser pobre, se dedicaba a cuidar de los enfermos en un sencillo bohío. Los frailes dominicos relataron que esta mujer repartía casabe y pescado a quienes lo necesitaban, anticipándose así al hospital que más tarde fundaría fray Nicolás de Ovando y Cáceres, gobernador general de las Indias.
En marzo de 1503, la Corona española ordenó a fray Nicolás de Ovando la construcción de hospitales en los lugares que lo requirieran. Así, el 29 de noviembre de ese año, durante una reunión del cabildo de Santo Domingo, se decidió organizar el pueblo y edificar un hospital destinado a colonos, soldados, indios y pobres. Para llevar a cabo el proyecto se creó una cofradía en honor a la Inmaculada Concepción, encargada de supervisar tanto la construcción como el mantenimiento del centro. El hospital fue conocido primero como «Hospital de la Concepción» o «Hospital de San Nicolás de Bari», siendo en tiempos de Nicolás de Ovando una estructura modesta construida con madera y paja, con capacidad para atender a alrededor de seis pacientes.

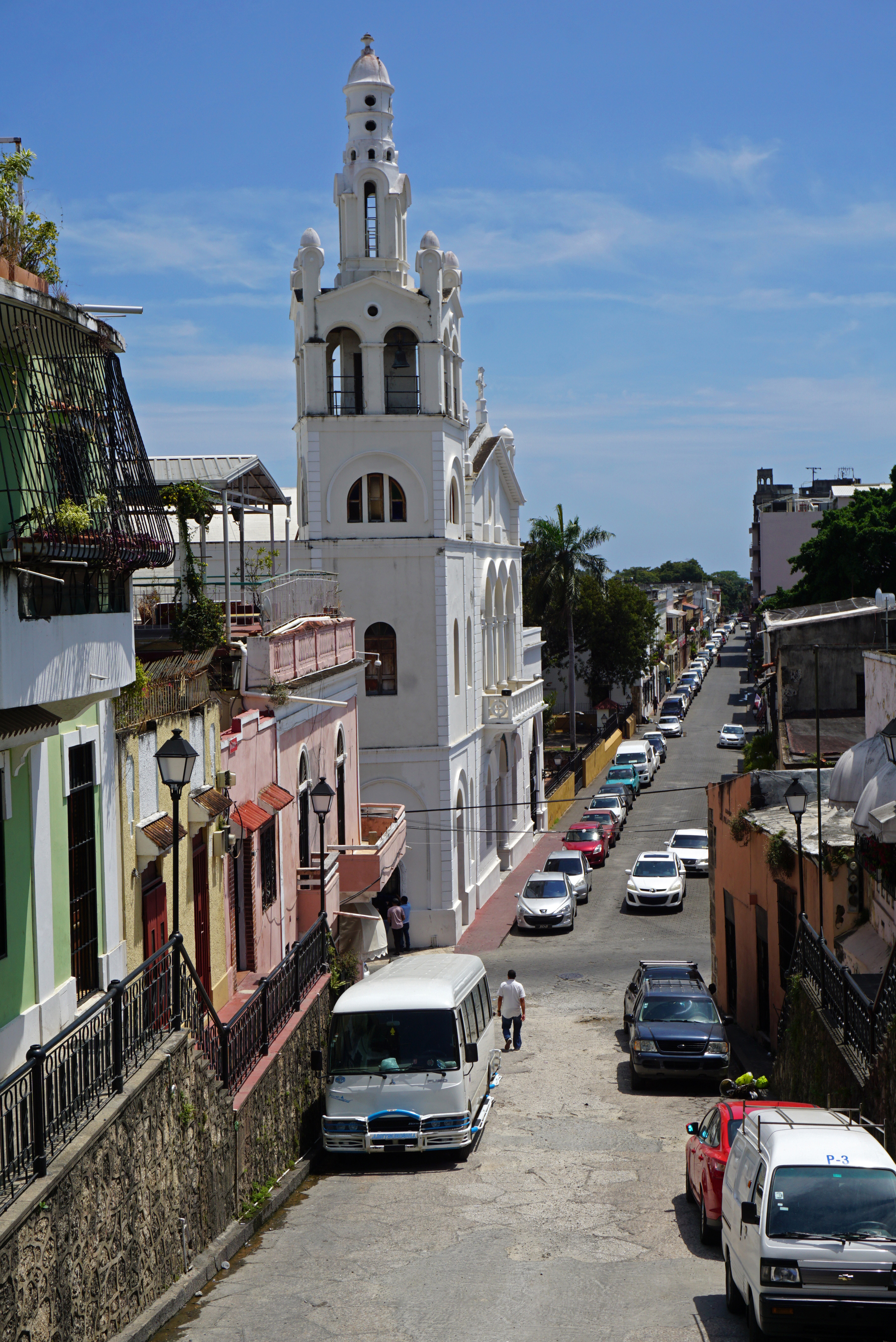

El desarrollo del complejo hospitalario se dividió en tres etapas: 1503–1519, 1519–1533 y 1533–1552. En la primera fase se edificó una capilla, que más tarde se integró como parte lateral del templo actual, y en ella se instaló, en una fecha indeterminada, una pintura de Nuestra Señora de la Altagracia, advocación mariana de origen extremeño, región de la cual provenía Ovando y desde donde partió la expedición hacia la isla.
En 1519 se construyó el segundo edificio del conjunto, del cual hoy solo quedan restos de la antigua Capilla de la Concepción. El Hospital San Nicolás también contaba con una iglesia, que fue la primera edificación eclesiástica en la villa de Santo Domingo antes de 1520. Este hecho subraya la importancia que el cuidado de la salud tenía en Hispanoamérica desde los primeros años del descubrimiento. En 1521 fue remozado el hospital.
El hospital fue inaugurado oficialmente en 1522. Cronistas de la época, como Gonzalo Fernández de Oviedo, Bartolomé de las Casas y Juan de Echagoyan, relatan que la institución fue ampliándose progresivamente con el paso del tiempo. En 1532 y 1542 fue sujeto a otras modificaciones físicas.
Durante el siglo xviii, el hospital se especializó en la atención de soldados y reclusos, con un equipo formado por capellanes, un sacristán y un cirujano. Según los registros históricos, el edificio fue restaurado en 1757 y nuevamente en 1762. En 1774, el papa Clemente XIV, a través de la bula Officit nostri ratio, declaró su iglesia como refugio para malhechores. Dos años después, en 1776, el hospital pasó a llamarse «Hospital Real Militar», y en 1777 se reafirmó el estatus de asilo de su iglesia. En 1789, el edificio fue restaurado otra vez. A pesar de los cambios políticos que sacudieron la parte española de la isla entre 1795 y 1865, el hospital logró seguir funcionando, aunque en condiciones precarias.
Por su parte, el escritor costumbrista César Nicolás Penson sitúa en 1840 la fundación de la Hermandad de las Ánimas, ligada al templo del hospital. Según su relato, cada lunes por la noche, un grupo de fieles se reunía en el templo y, al dar las nueve, salía en procesión por las calles vacías. Llevaban un Cristo y faroles, mientras uno de ellos hacía sonar una esquila. Durante el recorrido, rezaban el Padre Nuestro, el Avemaría y una oración por las benditas ánimas del purgatorio, y los demás respondían en voz baja.
Con el transcurso del tiempo, la capilla dedicada a la Virgen María de la Altagracia fue perdiendo su importancia. A partir de 1868, cuando se desató la devastadora epidemia de cólera, dejó de celebrarse la tradicional procesión con la imagen de Nuestra Señora de la Altagracia. Durante la década de 1870, los constantes terremotos provocaron que la capilla quedara en un estado de abandono. Sin embargo, hacia finales del siglo xix y comienzos del xx, se produjo un resurgimiento de la devoción hacia la Virgen. En aquel tiempo, el Estado transfirió la administración del antiguo hospital de San Nicolás y de la Capilla de Nuestra Señora de la Altagracia al presidente Ulises Heureaux.

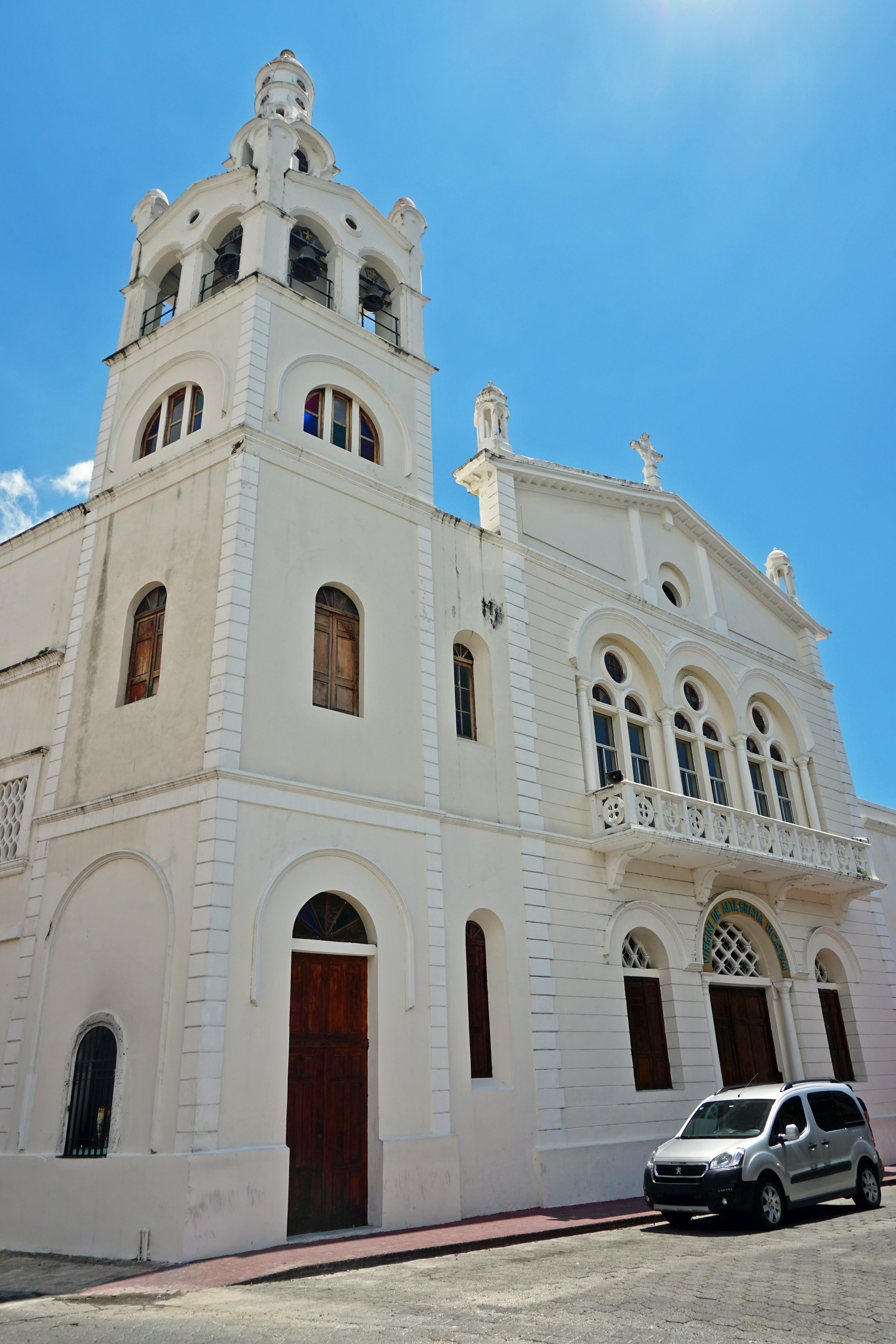
Fachada principal de la Iglesia.

El 26 de julio de 1898 se desató una polémica al trasladar la imagen de la Virgen de la Altagracia a la Iglesia de Las Mercedes, lo que generó la protesta de los fieles, quienes demandaban que regresara a su ubicación original. Para cubrir una deuda, Heureaux vendió el exhospital y la capilla a la compañía alemana Holht & Co. Poco tiempo después, en 1899, el presidente Juan Isidro Jiménes reintegró estos bienes al patrimonio estatal.
En 1901, Lea de Castro de Henríquez adquirió la antigua capilla con la intención de devolver la imagen a su sitio de origen y de dársela a la Iglesia católica. La ceremonia de reinstalación se llevó a cabo el 26 de julio de 1903, congregando a 4 000 devotos y contando con la presencia de reconocidas autoridades eclesiásticas, además de música sacra. No obstante, en 1905, 402 años después de su fundación se demolió la fachada principal para reutilizar sus materiales en otra construcción, y con el paso de los años, el conjunto arquitectónico se fue deteriorando; tras el paso de un huracán en 1911, se decidió demoler el Hospital San Nicolás por razones de seguridad.
En las primeras décadas del siglo xx, surgió un renovado fervor hacia la Altagracia, impulsado por el reverendo arzobispo Adolfo Alejandro Nouel, quien incluyó la imagen de la Virgen en su escudo episcopal. El 7 de febrero de 1910, en Santo Domingo, Armando Rojas fundó la sociedad laica denominada Sociedad Fervorosos de Nuestra Señora de la Altagracia con el propósito de difundir la devoción hacia la Virgen, iniciativa que fue posteriormente reconocida de manera canónica en 1919. Poco después, el 7 de abril de 1910, Altagracia Santiago, junto a otras devotas, fundó la Congregación Hijas de la Altagracia, inspirada por el fervor promovido por el arzobispo Adolfo Alejandro Nouel y bajo la dirección del padre Jacinto Ravelo. En 1911, los Fervorosos de la Altagracia solicitaron al Congreso de la República Dominicana la asignación de un terreno para construir un nuevo templo en honor a la Virgen, y en 1916 se reactivó la Hermandad de Toros de la Virgen, la cual había permanecido inactiva desde 1822 debido a la ocupación haitiana de Santo Domingo.

Escudo episcopal del arzobispo-primado Adolfo Alejandro Nouel. Benedicto XV le otorgó el título de conde (por eso la corona sobre el blasón) y Asistente al Solio Pontificio. También fue Caballero de la Orden del Santo Sepulcro de Jerusalén (reflejado en la cruz pendiente del palio).

El 14 de julio de 1920, Benedicto XV aprobó el breve apostólico Vti, ad Nos attulisti in civitae Sancti Dionysii de Salvaleon de Higüey, destinado a la coronación canónica de la imagen de la Virgen de la Altagracia, acto que se celebraría dos años después. Desde 1912, Adolfo Alejandro Nouel impulsó la construcción de un nuevo templo en honor a la Virgen, erigido sobre los cimientos de la antigua capilla del hospital. La obra, iniciada bajo la dirección del ingeniero Teodoro Osvaldo Báez Machado —hijo del expresidente Buenaventura Báez— , fue completada exitosamente y fue bendecida el 17 de agosto de 1922, apenas dos días después de la coronación canónica de la imagen, la cual, por entonces, se veneraba en el Santuario de San Dionisio (Higüey).

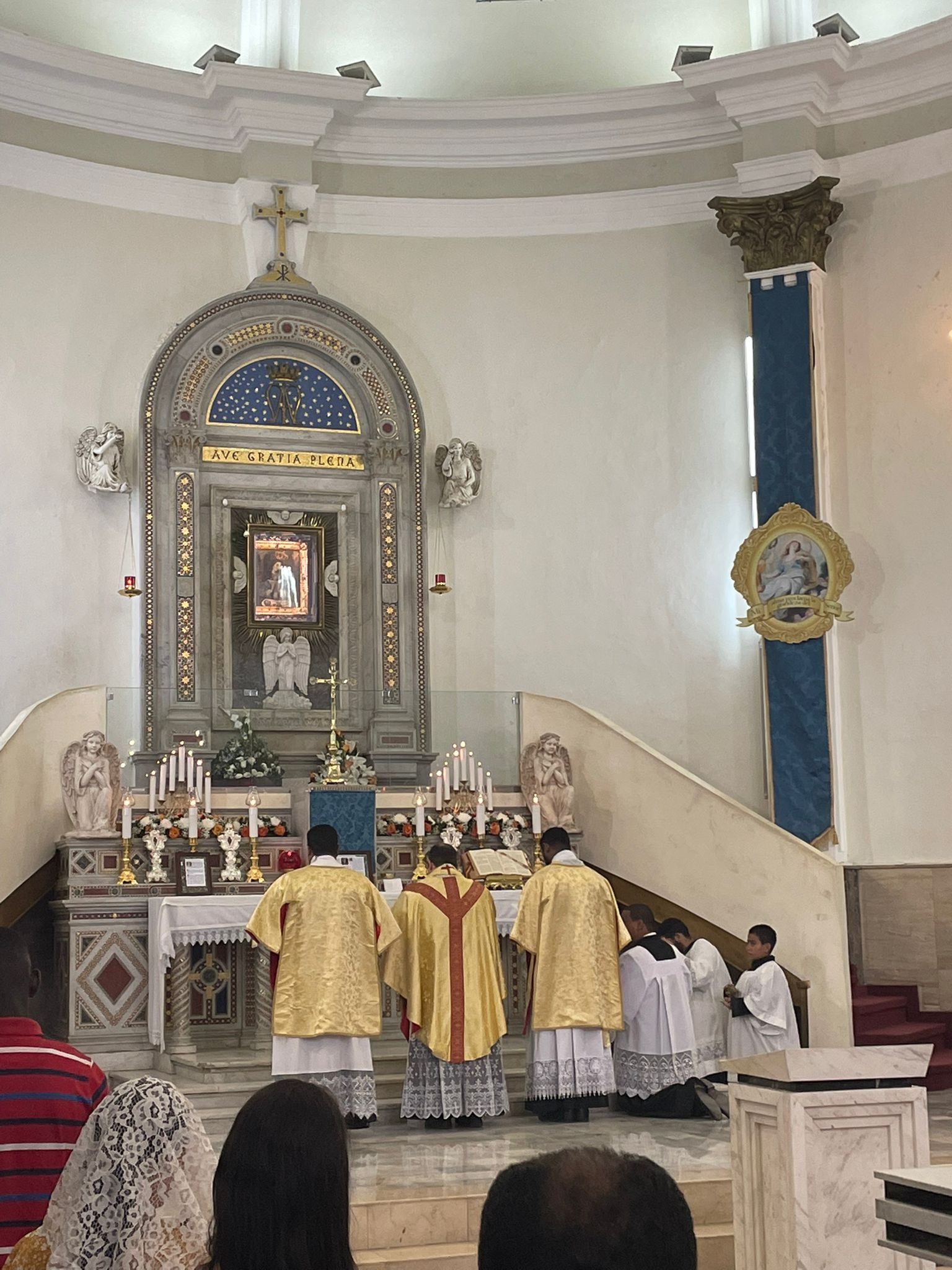
Misa solemne Vetus Ordo, celebrada el 20 de agosto de 2023 con motivo de la solemnidad externa de la Asunción de la Santísima Virgen María.

A petición de Adolfo Nouel en 1924, el Congreso Nacional, en el mandato de Horacio Vásquez, proclamó el 21 de enero como día de festividad. Tres años más tarde, Pío XI estableció esta fecha como festividad de precepto para el país.
El 15 de agosto de 1936, en el templo de la Altagracia de la capital, se bendijo un púlpito de mármol, donado por los Fervorosos de la Altagracia. El 26 de junio de 1937, monseñor Nouel murió y su cuerpo fue sepultado en el templo. Más tarde, en junio de 1947, una ley congresual estableció el 15 de agosto como día festivo en honor al aniversario de la coronación de la Virgen, designándolo oficialmente como el «Día de la Virgen de la Altagracia».
En 1967, bajo el administrador apostólico de Santo Domingo, Hugo Eduardo Polanco Brito, el Santuario fue elevado a parroquia. Luego, en 1991, el cardenal Nicolás de Jesús López Rodríguez, entonces arzobispo de Santo Domingo, lo promovió a santuario arquidiocesano. Desde 1922 hasta mayo de 1997, la administración del Santuario estuvo a cargo de los Misioneros Hijos del Inmaculado Corazón de María, mejor conocidos como los claretianos.
Con motivo del centenario de la coronación canónica de Nuestra Señora de la Altagracia, en 2021 se proclamó el Año Jubilar Altagraciano, que se extendió hasta el 15 de agosto de 2022 bajo el lema «Virgen de la Altagracia, un regalo de Dios al pueblo dominicano». El 15 de agosto de 2021 se inauguraron las «Puertas de Gracia y Misericordia» en diversas catedrales y santuarios de la República Dominicana, evento que incluyó la bendición de doce réplicas de la imagen, destinadas a peregrinar por el país y a reunir a los inmigrantes dominicanos en Nueva York. Además, el 19 de agosto de 2021, la Santa Sede emitió dos decretos a través de la Penitenciaría Apostólica, concediendo la Bendición Apostólica y la Indulgencia Plenaria por disposición del papa Francisco.

## Estructura

### Santuario y Capilla

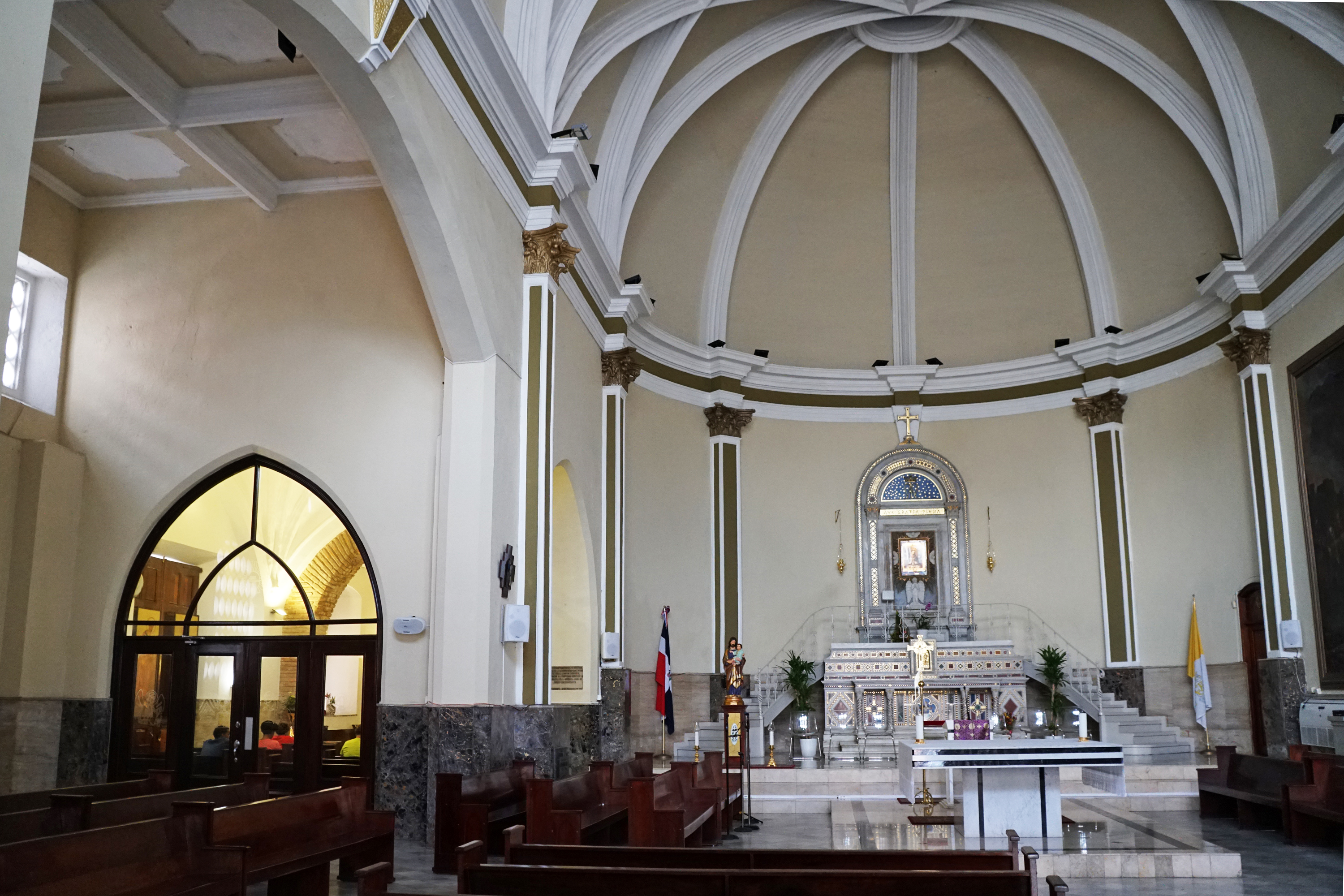
Interior de la iglesia. Al fondo se ven dos altares y a la izquierda la Capilla del Hospital San Nicolás de Bari.

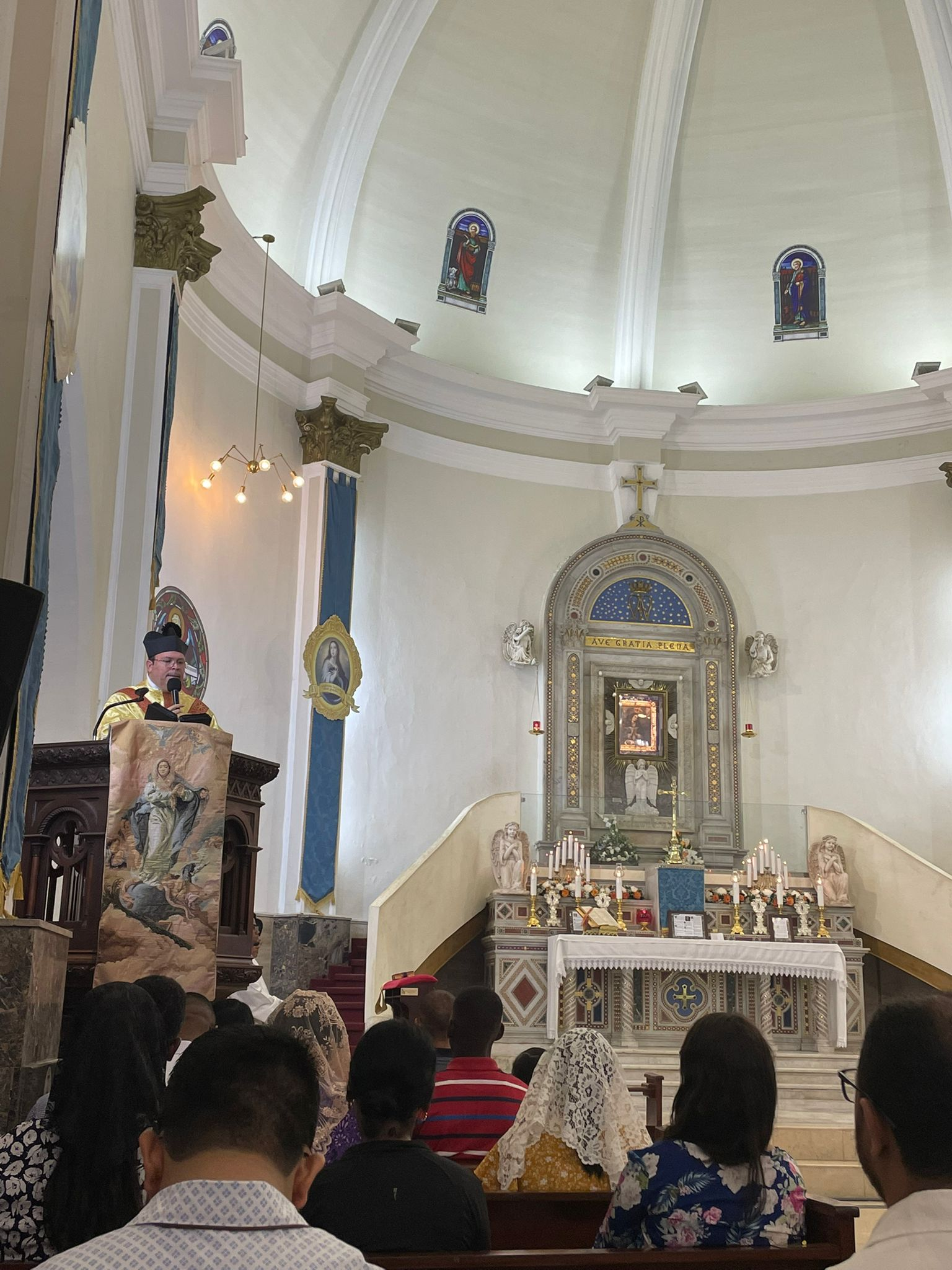
Presbítero con bonete dando una homilía en la solemnidad externa de la Asunción de María del 2023.

El Santuario arquidiocesano es un templo que se distingue por contar con dos frentes: uno de carácter antiguo y otro moderno.
Ubicada en la calle Las Mercedes, la fachada antigua fue originalmente la primera Capilla de La Altagracia, perteneciente al hospital San Nicolás. Su entrada presenta un portal coronado por un arco menor sostenido por una doble columna, acompañado de ladrillos recortados adheridos a la estructura. Sobre este se encuentra un arco de medio punto que encierra un espacio en el que destaca un círculo con una cruz central. El conjunto se completa con molduras centrales que se elevan y se unen para cercar un pequeño nicho vacío.
El frente moderno, situado en la calle Hostos, exhibe un portal arqueado coronado en su parte superior por un balcón corrido con balaustres redondos divididos por una cruz. En el fondo, se disponen tres ventanales arqueados de vidrio, cada uno separado por una columna cuyos remates presentan curvaturas. Encima, una moldura cimera integra tres arcos unidos, cada uno rematado y encerrado en un círculo que contiene vitrales tricolores.
En lo alto, la estructura se complementa con una pared cuyo borde del techo se inclina lateralmente y presenta una moldura saliente en forma de dos aguas. En el vértice se destaca una cruz de concreto cuyo centro se forma por un aro, flanqueada en ambos ángulos por torrecillas altas con pequeñas columnas redondas y remates cóncavos.
En una de las esquinas del santuario se eleva un singular campanario de dos cuerpos y tres torrecillas. El primer cuerpo exhibe ventanas arqueadas de doble división con vidrios de colores, mientras que el segundo presenta dobles ventanas curvas en cada lado. Este conjunto se remata con una torre alta que, además de ventanas curvadas, integra tres torrecillas, cada una decorada con molduras y ventanas redondas rematadas por una cúpula.
El interior del santuario resalta por su ambiente de estilo bizantino. El coro alto dispone de un balcón corrido de forma ondulada, y en lo alto de la nave se observa un hueco ovalado que alberga un vitral tricolor representativo de la bandera dominicana. El templo cuenta con un órgano donado por el expresidente Rafael Leónidas Trujillo.
Frente al altar se encuentra una singular pila bautismal moderna, esculpida en piedra y diseñada en forma de copa gigante, un elemento único en la tradición de los templos dominicanos.
El altar, donado por la familia Vicini Perdomo, mide siete metros de altura por cuatro de ancho y fue encargado por Adolfo Alejandro Nouel a los talleres del Vaticano, utilizando mármol de Carrara. Su diseño destaca por la integración de espejos de mármoles en tonalidades rojas, verdes y ópalo con esmaltes dorados. Consta de tres gradas iguales, flanqueadas por dos pilastras con capiteles que delimitan lateralmente el retablo. En el centro se ubica un cuadro de la Virgen de la Altagracia, enmarcado en dorado y adornado con piedras preciosas, rodeado de efectos de luz en bronce bruñido.

Antes, ambos lados en el centro se exhibían dos pinturas representativas del arcángel san Gabriel y de la Anunciación con estilo bizantino del Camino. Hay varias columnas de mármol, algunas rematadas con cabezas de ángeles doradas, y otras que representan figuras a cuerpo entero en actitud de oración, completan el conjunto. El retablo se corona en su vértice con una cruz de metal.

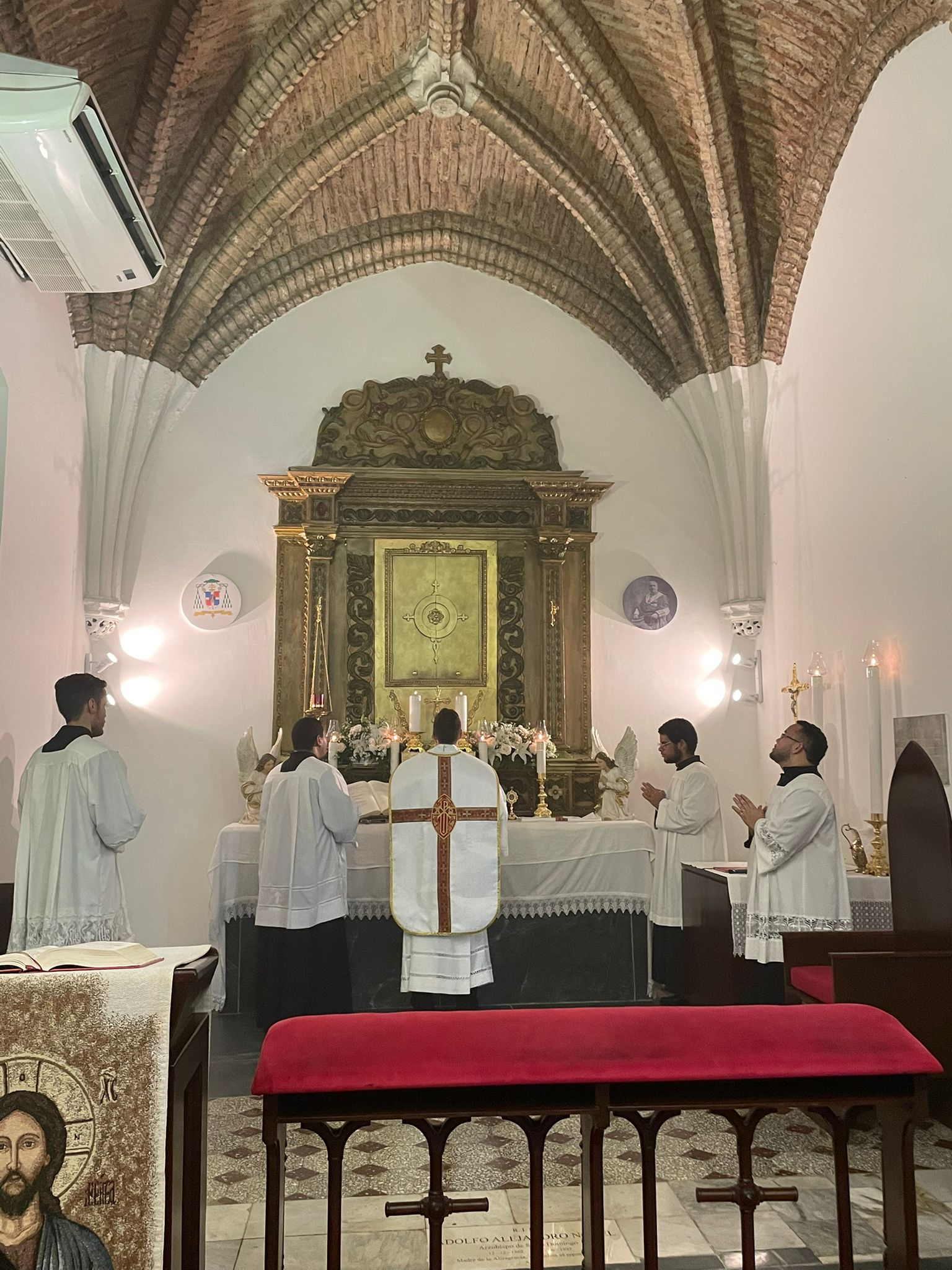
Misa Novus Ordo Ad Orientem, celebrada el 26 de noviembre de 2023, solemnidad de Jesucristo, Rey del Universo, en la Capilla del antiguo Hospital San Nicolás de Bari, donde se encuentra la tumba de Adolfo Alejandro Nouel.

A la izquierda del altar se localiza el sagrario, que conserva elementos de la primera Capilla de La Altagracia. Este espacio cuenta con un arco ojival de ladrillo y un techo abovedado en el que la parte semicircular presenta nervaduras que conforman una cruz, rematadas en los vértices por rosetas. En el sagrario se encuentran los restos de Nouel, exarzobispo y expresidente de la República, inmortalizados en una losa adherida a la pared lateral.
En la nave central, a la derecha, destaca una pintura de gran formato realizada por el pintor español Enrique Tarazona. La obra, llamada La Virgen al pie de la cruz, representa a la Virgen María y a san Juan el Apóstol situados frente a Cristo crucificado, acompañado de santa María Magdalena a sus pies.

## Galería

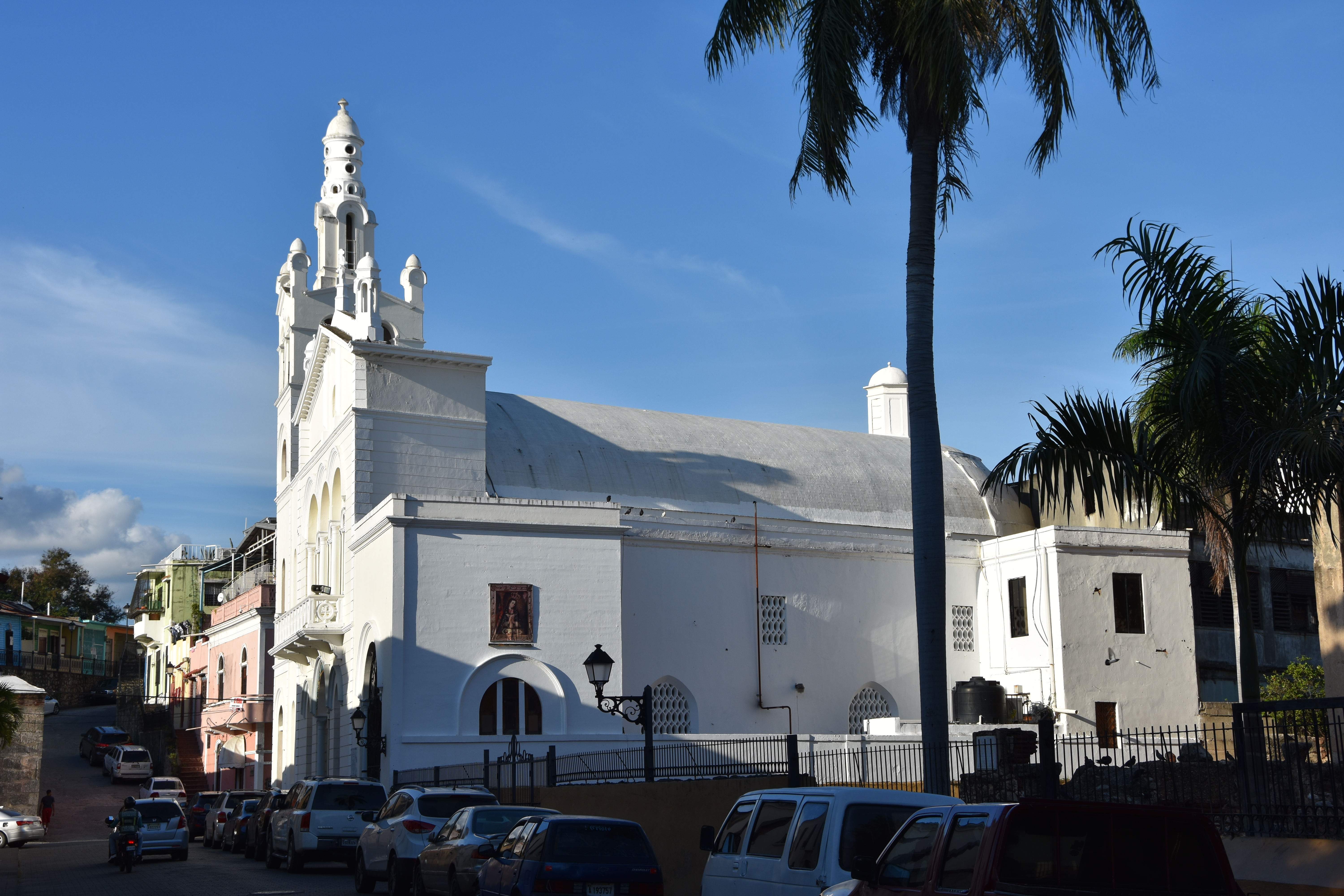
Templo desde la lejanía.
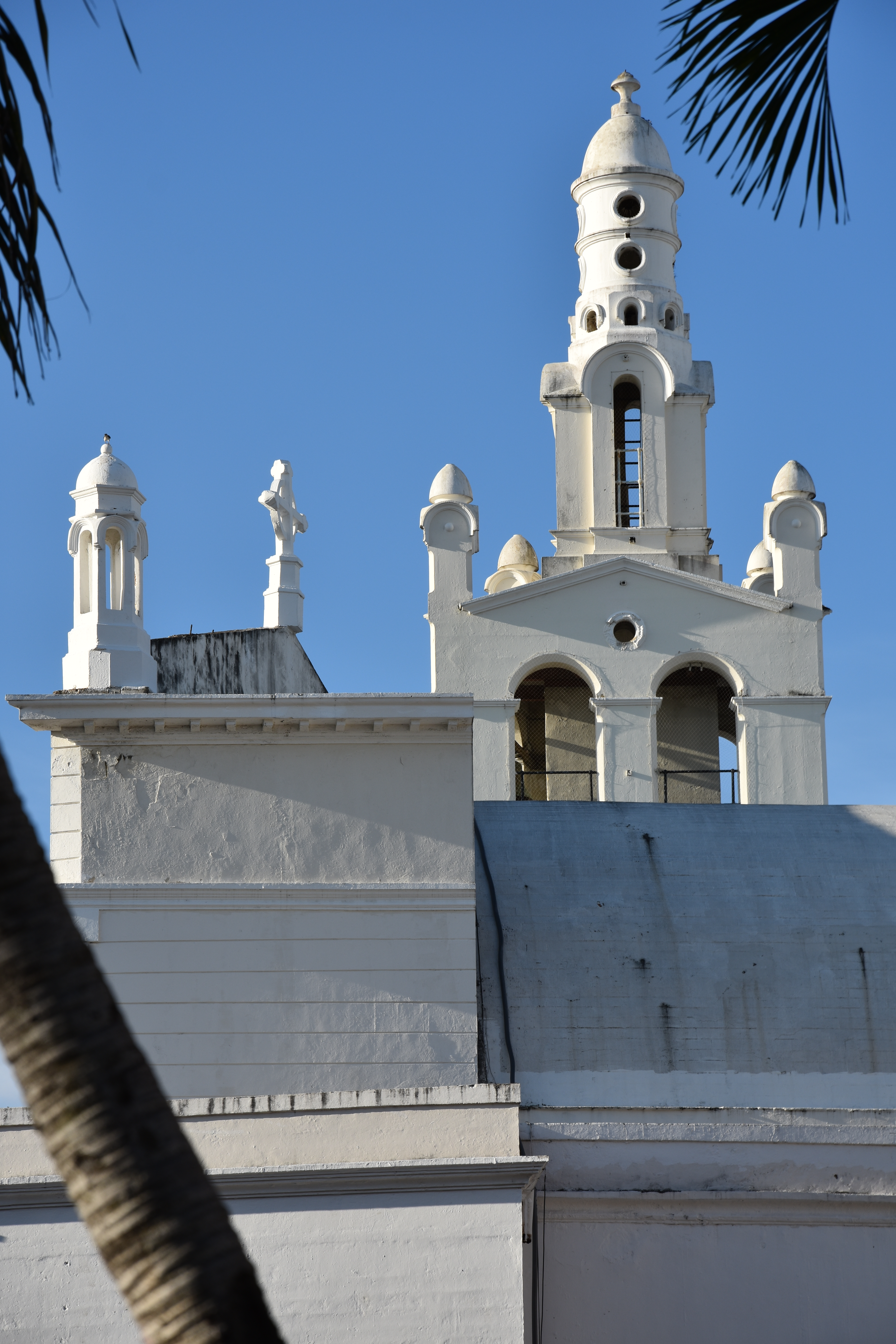
Campanario
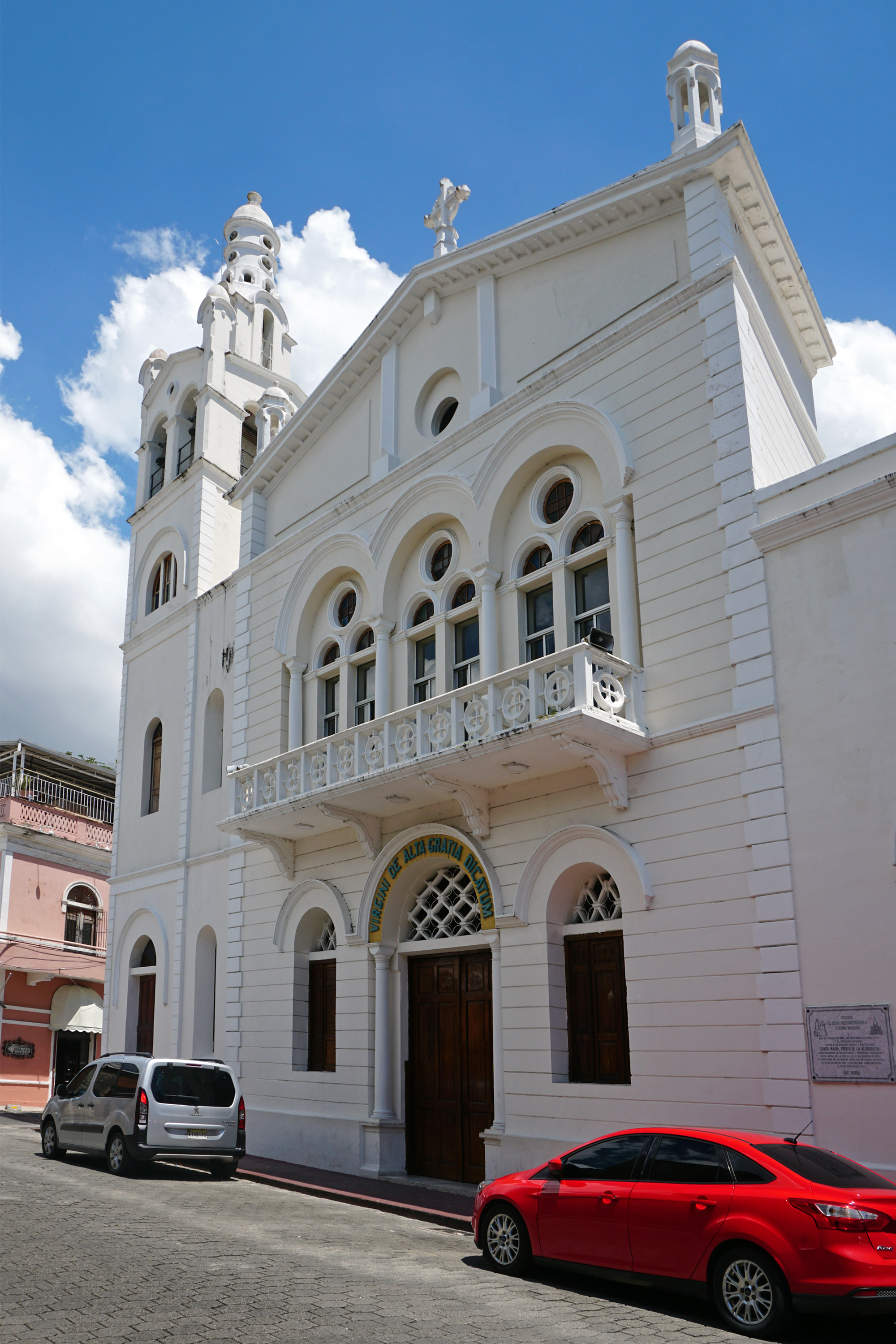
Templo desde el exterior.
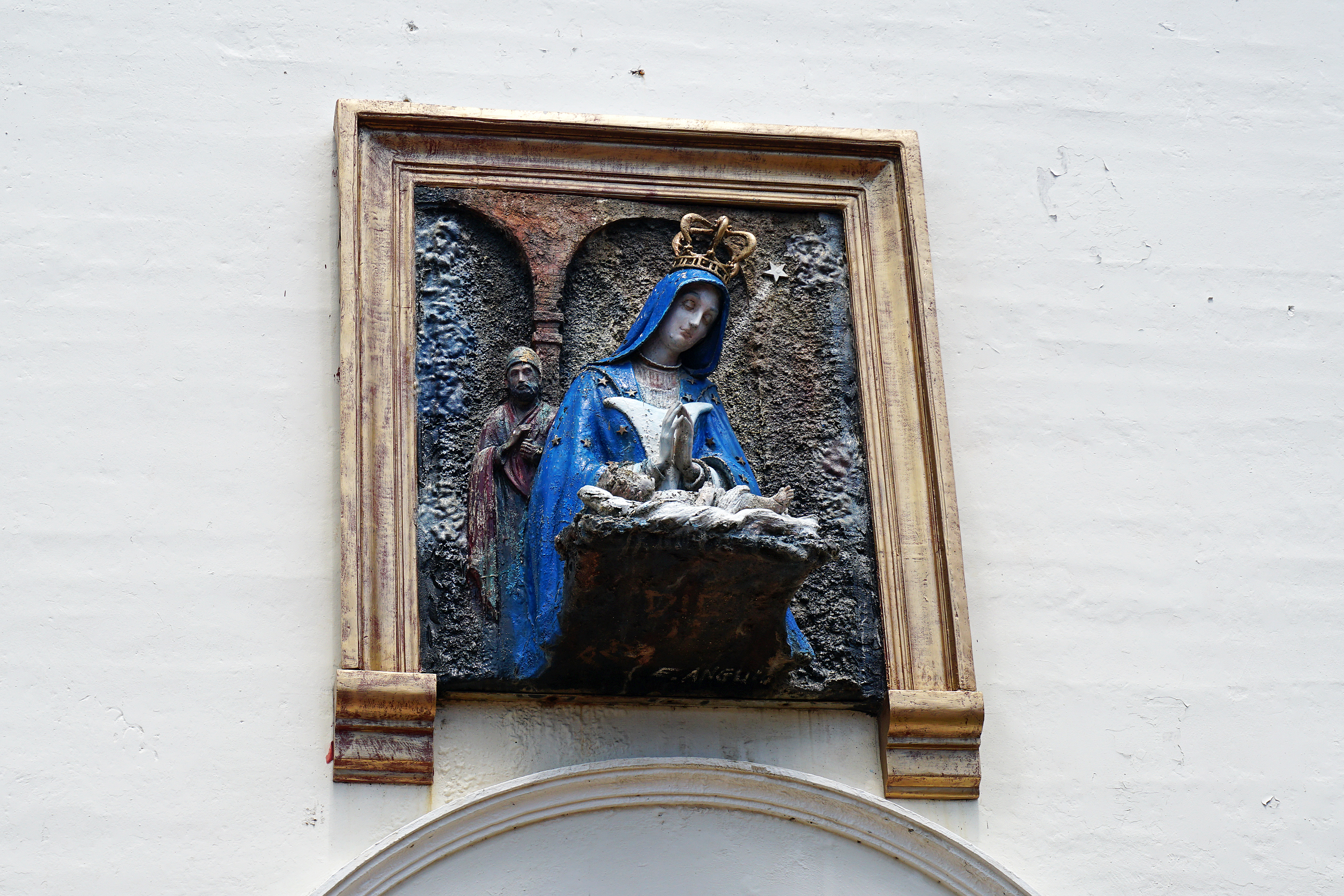
Relieve de Nuestra Señora de la Altagracia.
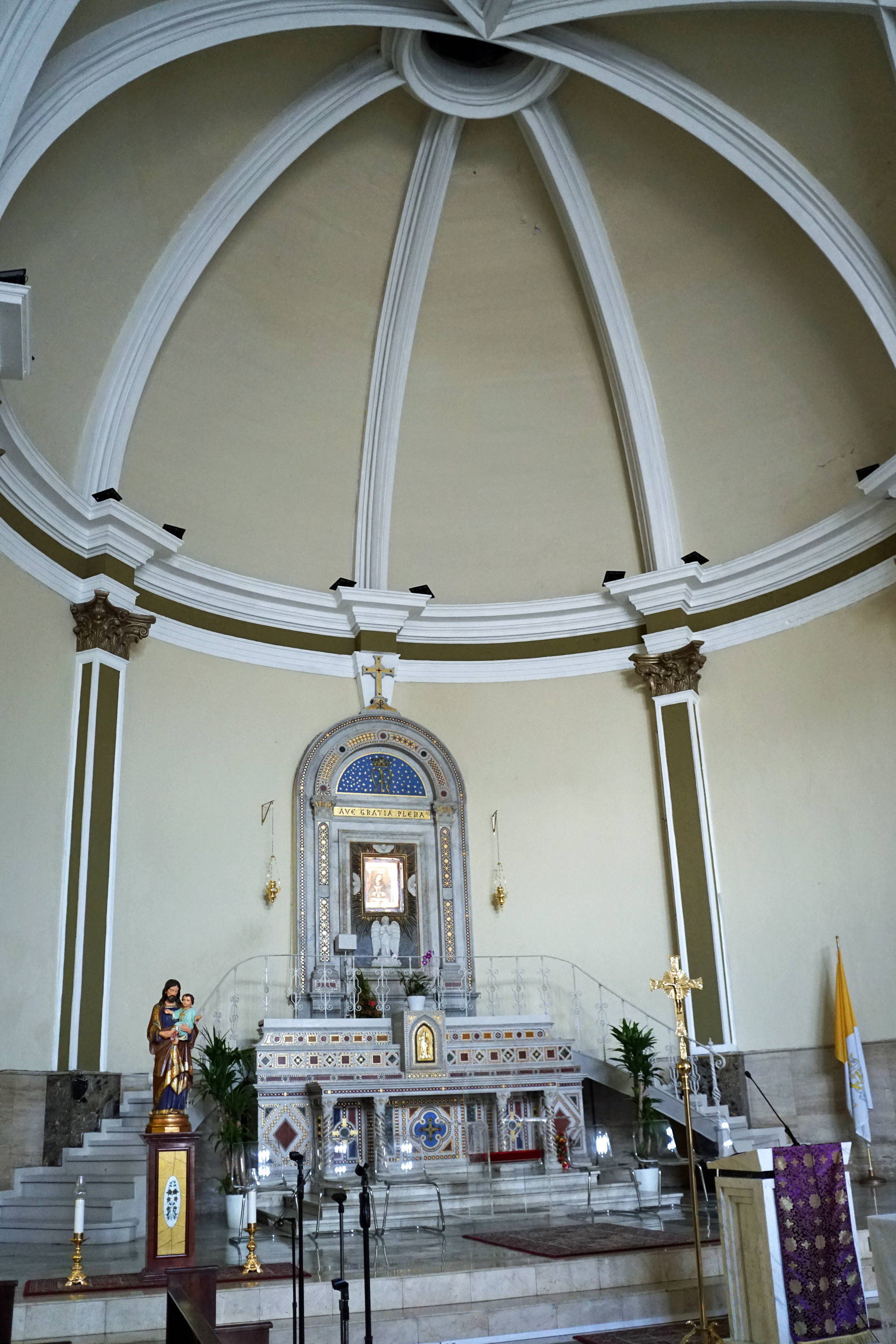
Presbiterio del templo.
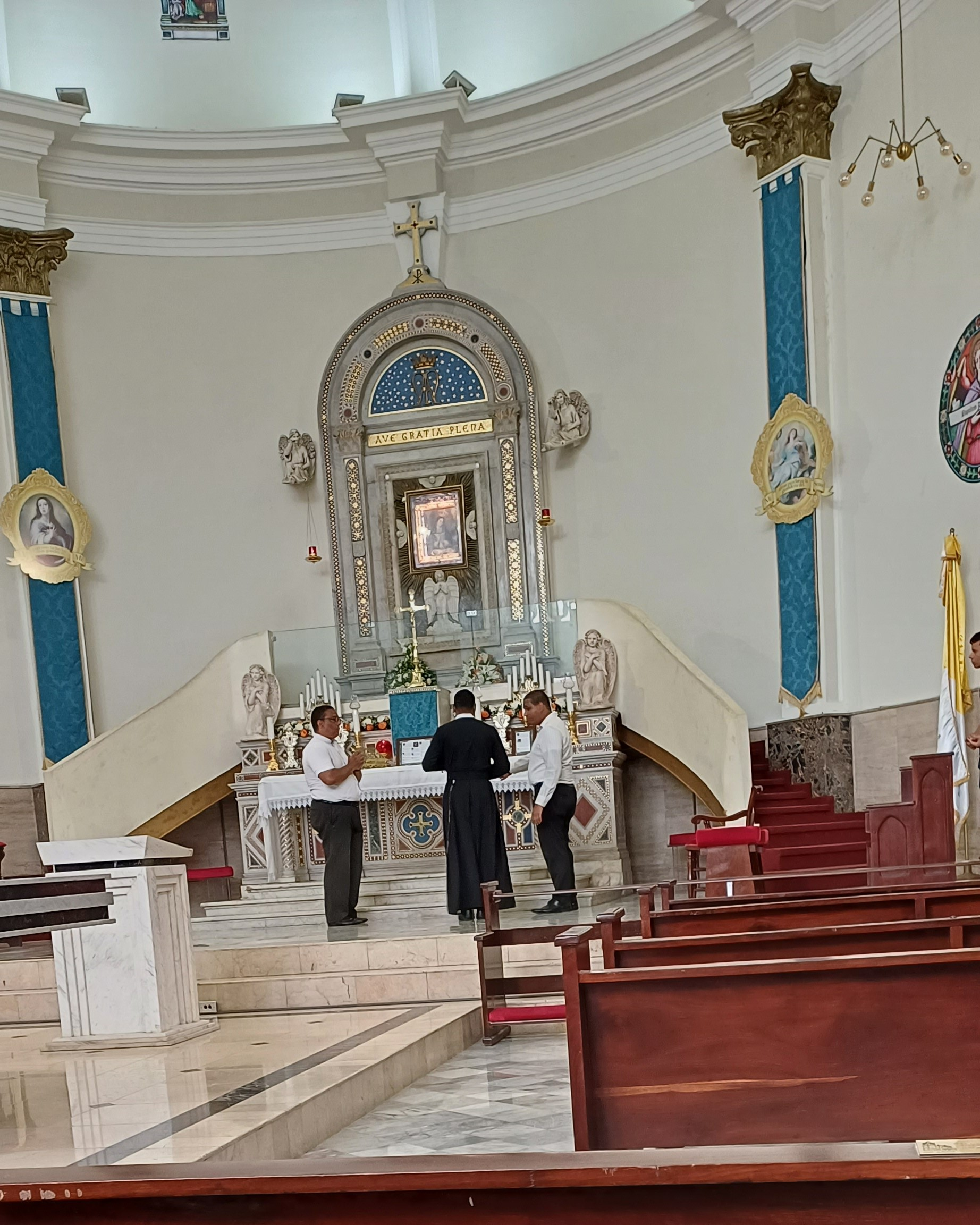
Interior del templo dispuesto para la solemnidad externa de la Asunción de María el 20 de agosto de 2023.
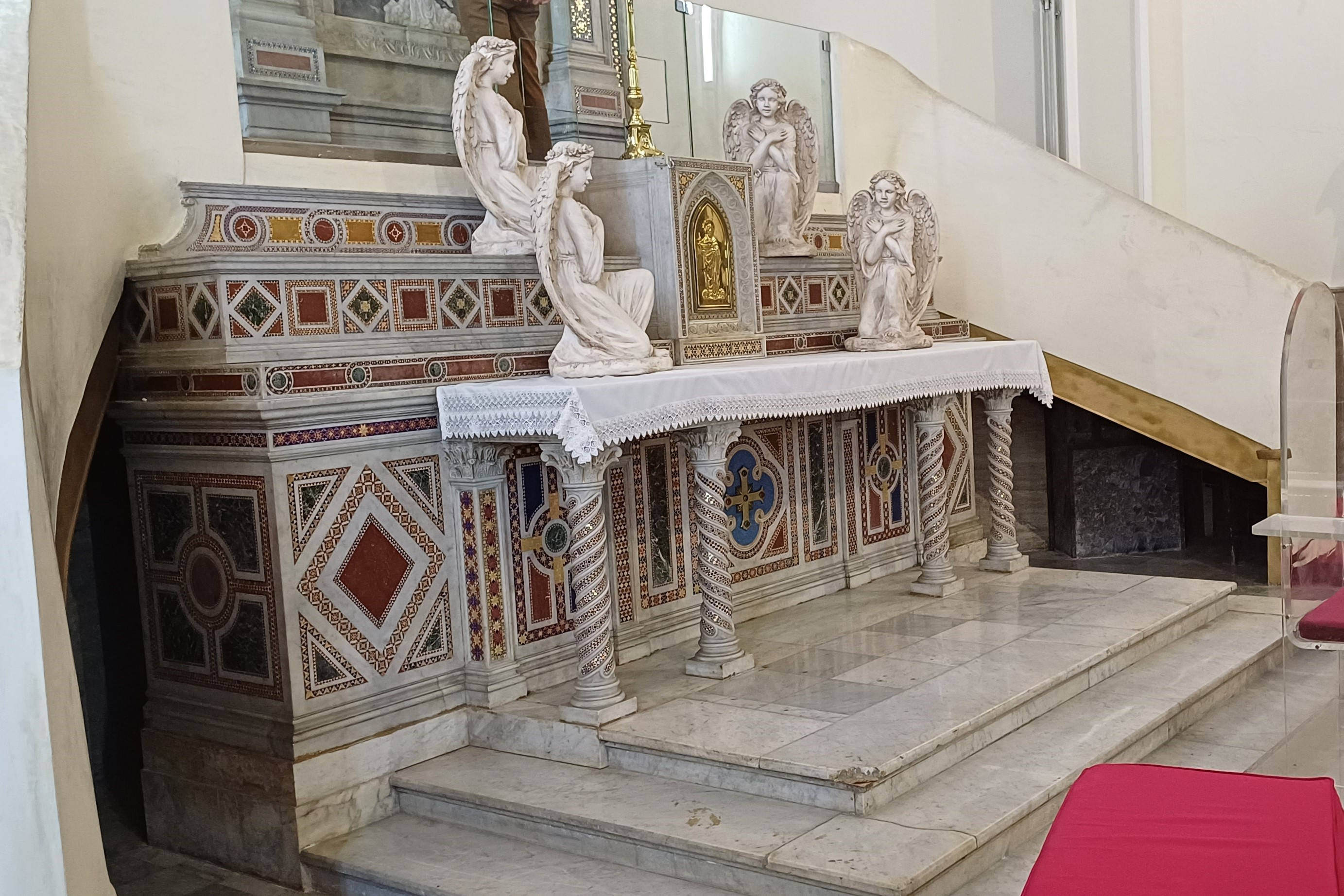
Altar incrustado a la pared y sagrario del templo.
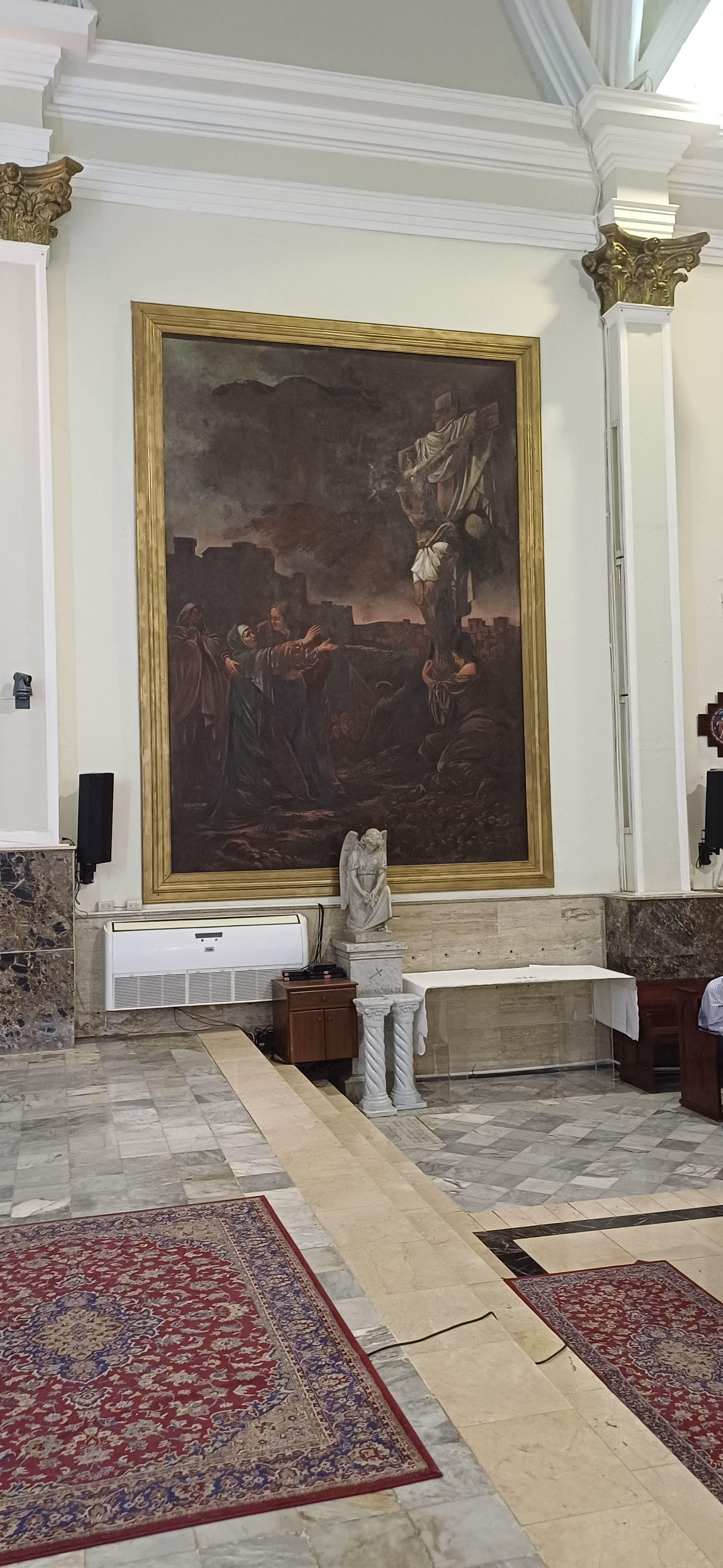
Copia de La Virgen al pie de la cruz del pintor catalán Enrique Tarazona.
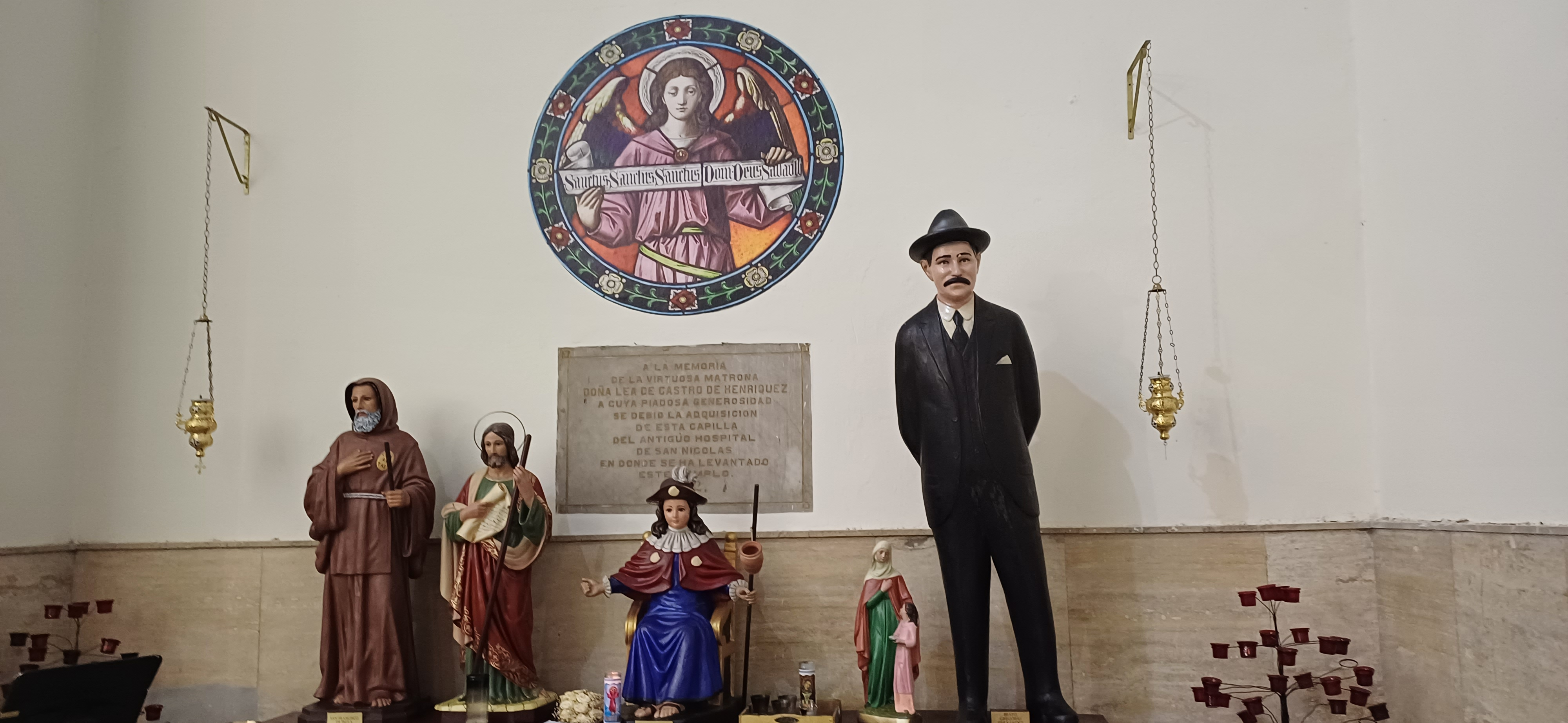
Esculturas de santos, entre ellos el beato José Gregorio Hernández y el Santo Niño de Atocha
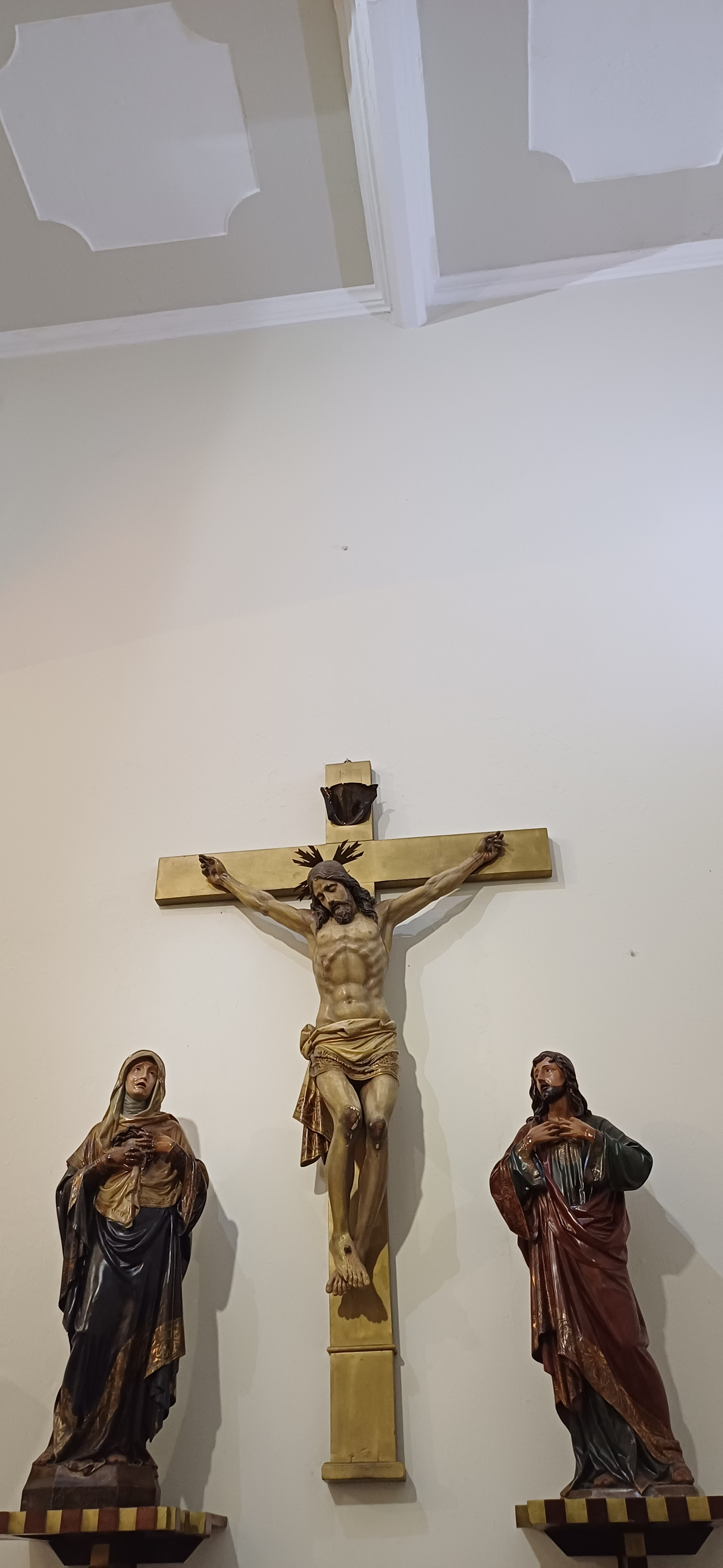
Cristo crucificado rodeado por su madre María y san Juan el Apóstol y Evangelista.
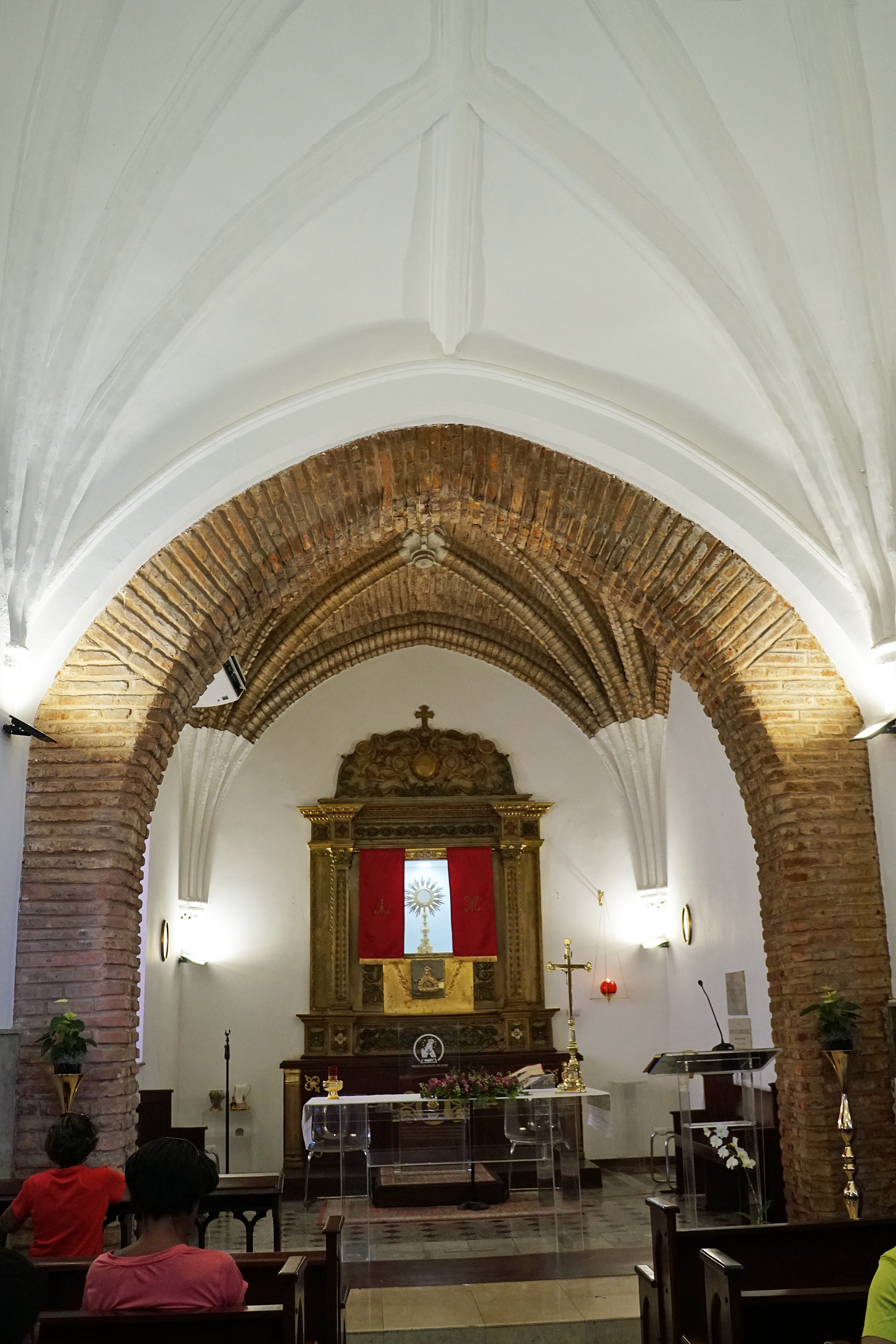
Capilla del antiguo Hospital San Nicolás de Bari con el Santísimo Sacramento expuesto.
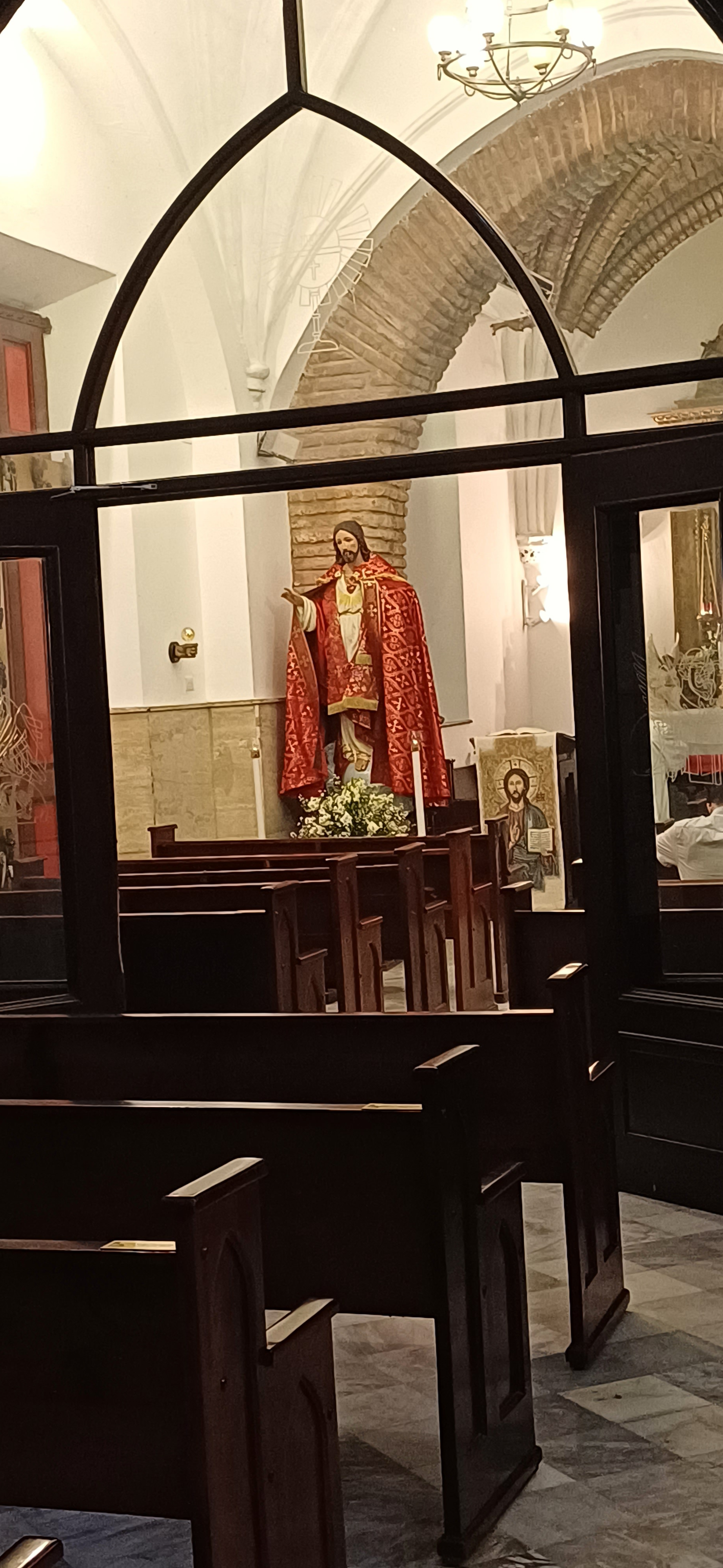
Cristo Rey en la Capilla del antiguo Hospital San Nicolás de Bari.
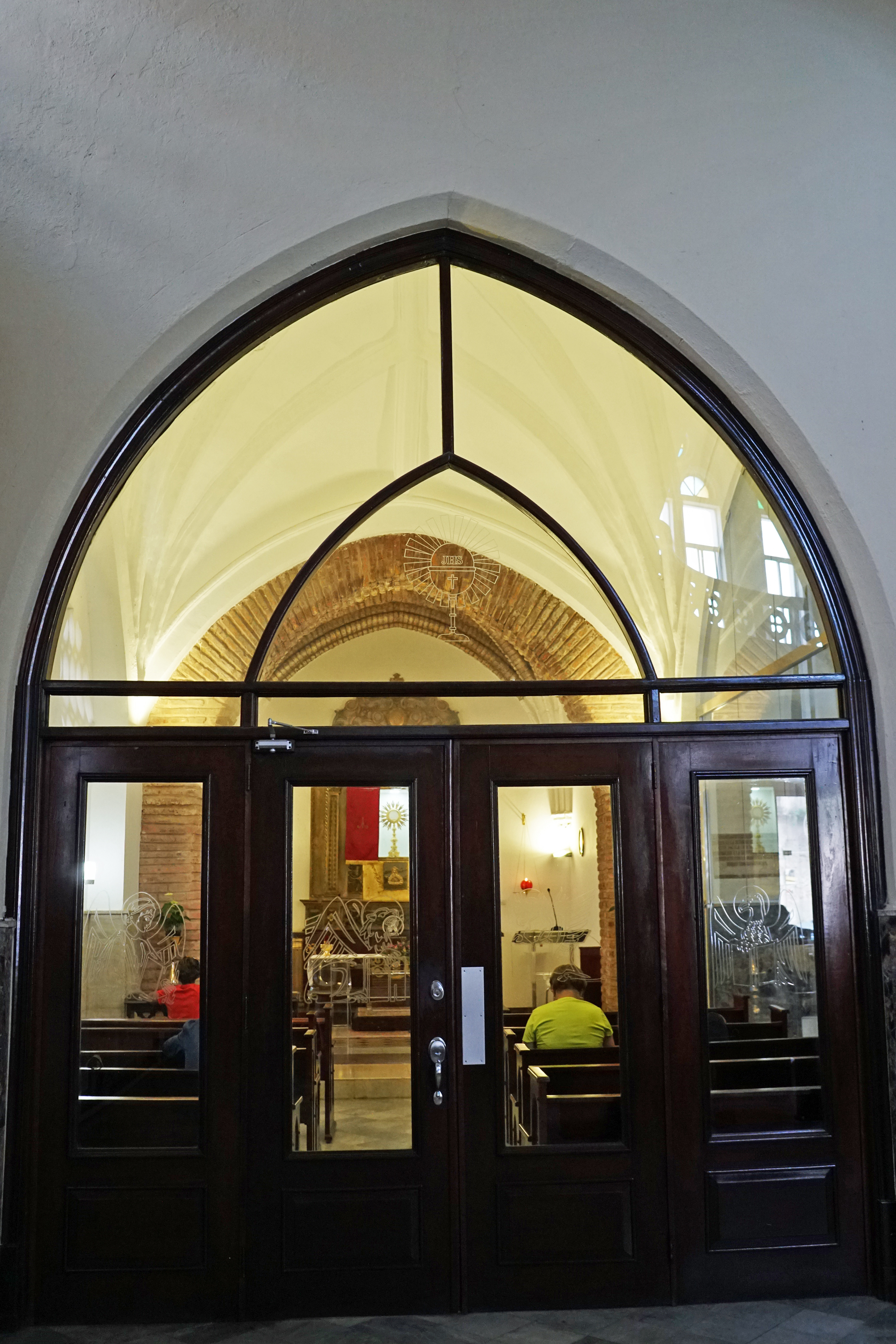
Puerta interior de acceso a la capilla del antiguo Hospital San Nicolás de Bari.
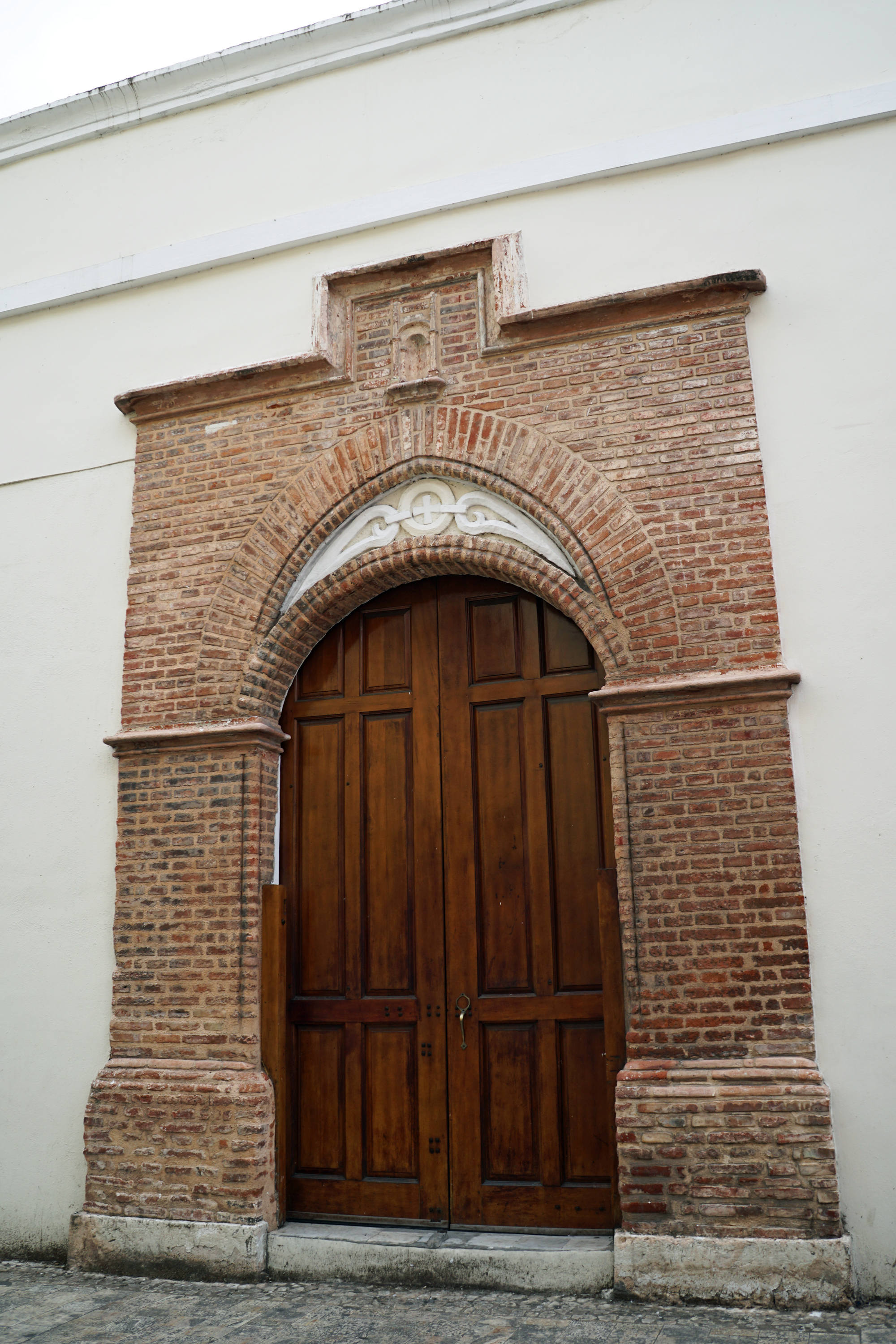
Puerta lateral exterior de acceso a la capilla del antiguo Hospital San Nicolás de Bari.